# 수성금화사
수성금화사(修城禁火司)는 궁궐이나 도성의 보수, 개축과 도성 내에서 발생한 화재의 진압을 담당하였던 관청이다. 오늘날 대한민국 소방청에 해당하는 기관이다. 1426년 금화도감(禁火都監)과 성문도감(城門都監)을 합쳐서 만들어졌으며 처음의 이름은 수성금화도감(修城禁火都監)이었다. 1460년 폐지되었다가 1481년 다시 수성금화사라는 이름으로 설치되었다. 화재 진압을 위해 만들어진 멸화군(滅火軍)을 운용하였다.

## 같이 보기
- 대한민국의 소방